# Loi de Skumanich
La loi de Skumanich, découverte par Andrew Skumanich en 1972, est une relation empirique entre la vitesse de rotation d'une étoile et son âge. Elle implique que la vitesse de rotation à l'équateur est inversement proportionnelle à la racine carrée de l'âge de l'étoile. Pour les étoiles de la séquence principale, la baisse de la vitesse de rotation peut être déduite par une relation mathématique :
{\displaystyle \Omega _{e}\propto t^{-{\frac {1}{2}}}},
où {\displaystyle \Omega _{e}} est la vitesse angulaire à l'équateur et t est l'âge de l'étoile.
Cette relation est valable pour des étoiles âgées entre 100 millions à 10 milliards d'années. Cette loi a été seulement établie pour des objets de type stellaire par exemple les étoiles figurant dans la séquence principale. Toutefois, cette loi ne peut fournir que des valeurs approximatives de la vitesse de rotation d'une étoile, car au sein de chaque groupe spectral on observe une variabilité dans la valeur obtenue à partir du {\displaystyle v_{e}\cdot \sin i}, où ve est la vitesse rotationnelle à l’équateur et i est l’inclinaison.